# Kostel svatého Petra na Poříčí
Kostel svatého Petra na Poříčí je římskokatolický kostel v Praze na Novém Městě v Biskupské ulici, zasvěcený apoštolu Petrovi. Původně románská bazilika se později dočkala několika přestaveb, dnešní podoba je převážně gotická. Je spravován řádem křižovníků s červenou hvězdou, administrátorem je P. Lukáš Lipenský O.Cr. 

## Historie

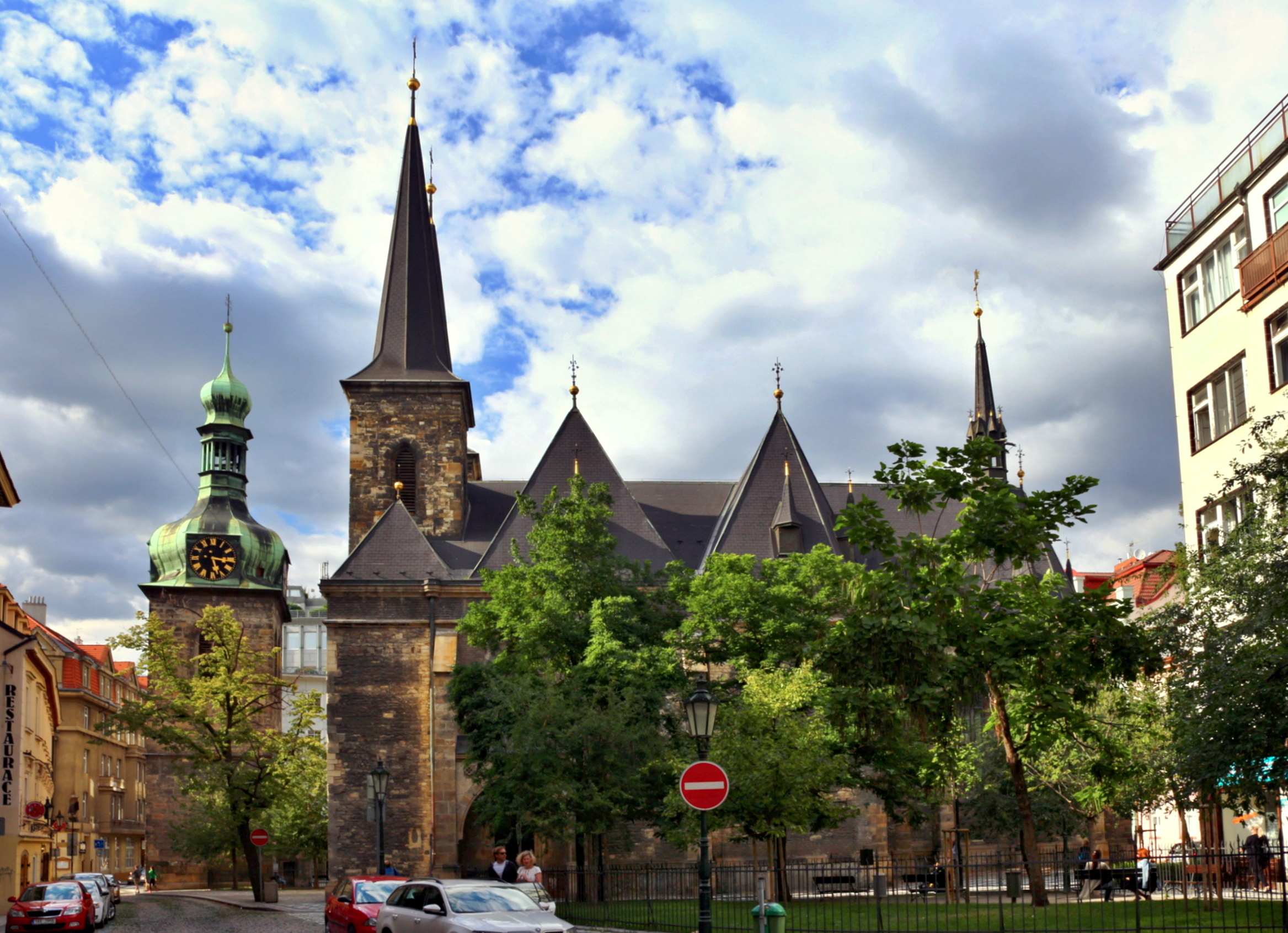
Pohled na kostel se zvonicí od jihu

### Románská bazilika
Byl postaven již ve druhé polovině 12. století za panování krále Vladislava I. jako románská bazilika, farní kostel tehdejší německé komunity zaniklé osady Poříčí.
Románská bazilika měla dvouvěžové průčelí (dodnes dochováno) západním směrem, přičemž v mezivěží byla tribuna. Původní románský portál byl vybourán již v 15. století, stejně jako menší okna ve 4. a 5. patře věží. Naopak okno z mezivěžní tribuny se dochovalo dodnes. Hlavní loď byla neklenutá a navazovala na mezivěžní tribunu. Byla zakončena skoro čtvercovým chórem skládajícím se z presbytáře a půlkruhové apsidy. Do postranních lodí se otvírala třemi arkádami nesenými hranolovými pilíři, které vyrůstaly ze širších soklů s římsovou hlavou a vrcholily podobnými římsovými hlavicemi. Dva z jižní řady pilířů se dochovaly dodnes. Obě boční lodě byly kryty křížovou klenbou a na západní straně striktně ukončeny rovnou zdí. Bazilika měla 1 metr silné zdi z opukových kvádříků kladených na vápennou maltu. Stěny byly zdobeny malbami, jejichž zbytky se zachovaly v záklencích oken. Stavba byla ukončena asi někdy ve 2. polovině 12. století.
Kolem roku 1200 ke kostelu uvedl moravský markrabě Vladislav Jindřich řád německých rytířů, který tu založil svůj špitál a také své sídlo. Po smrti svého manžela, Přemysla Otakara I., se zde Konstancie Uherská rozhodla založit klášter cisterciaček a kvůli tomu vykoupila kostel, špitál a okolní polnosti od řádu německých rytířů, který přesídlil k nedalekému kostelu sv. Benedikta. Nakonec ale klášter cisterciaček založila u Tišnova. Kostel i s dalšími majetky odkoupenými od německých rytířů darovala špitálu sv. Františka, který téhož roku založila její dcera Anežka. Z původního špitálního bratrstva se postupně stává nový český církevní rytířský řád křižovníků s červenou hvězdou, který zde nadále zajišťuje bohoslužby.
Po povodních v roce 1280 vznikl u kostela hromadný hrob, na jeho místě vzniká později regulérní hřbitov. Začátkem 14. století byla u kostela postavena farní škola.

### Gotická přestavba

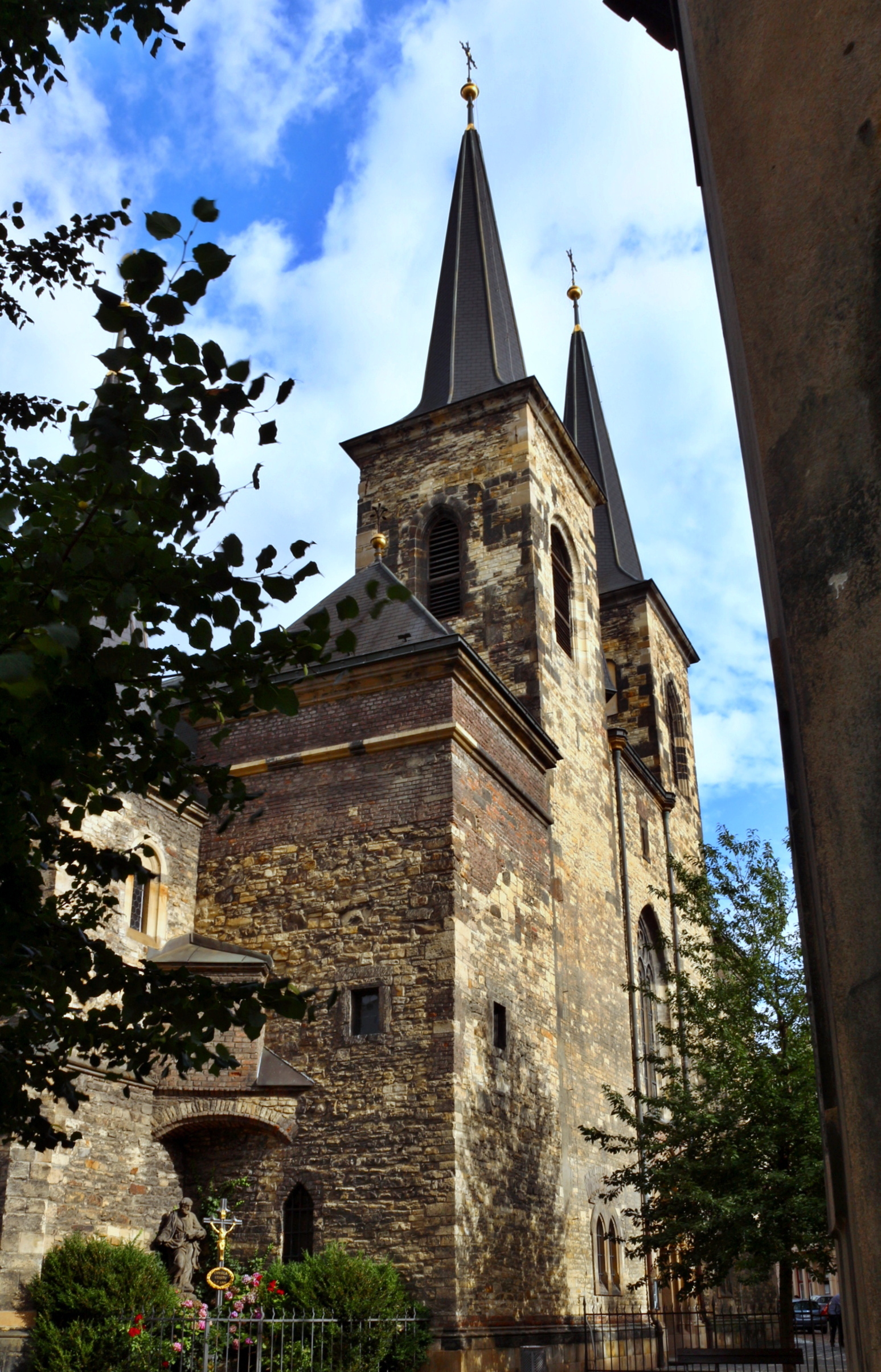
Pohled na věže od severu

V roce 1348 bylo založeno Nové Město pražské s reprezentativními farními kostely. To bylo hlavním popudem k přestavbě, jež byla započata v roce 1382. Severní románská loď byla zbořena a na jejím místě začala stavba gotického dvojlodí, přičemž jižní loď tohoto dvojlodí kopírovala půdorys původní severní románské lodě. Stavba byla dokončena v roce 1395. K nové konfiguraci kostela se ale logicky nehodil starý románský presbytář, a proto začala příprava výstavby nového. Stavba byla dokončena roku 1406 – nový presbytář byl pětiboký a dvojnásobně široký než stávající románský, který byl stržen, a zabíral hlavní románskou loď a jižní gotickou vedlejší loď. Přesto ale kostel vypadal dosti podivně, protože nový presbytář navazoval na hlavní románskou i jižní gotickou loď. Proto byla zahájena další přestavba, která spočívala ve stržení hlavní románské lodi i nedávno postavené jižní gotické a místo nich začala stavba nové mohutné gotické lodi. Jižní románská loď zůstala zachována. Přestavba byla financována z milodarů, proto se táhla 24 let do roku 1411. Aby byly práce dokončeny, přispěli na ni v konečné fázi i představitelé kostela.

### Husitství

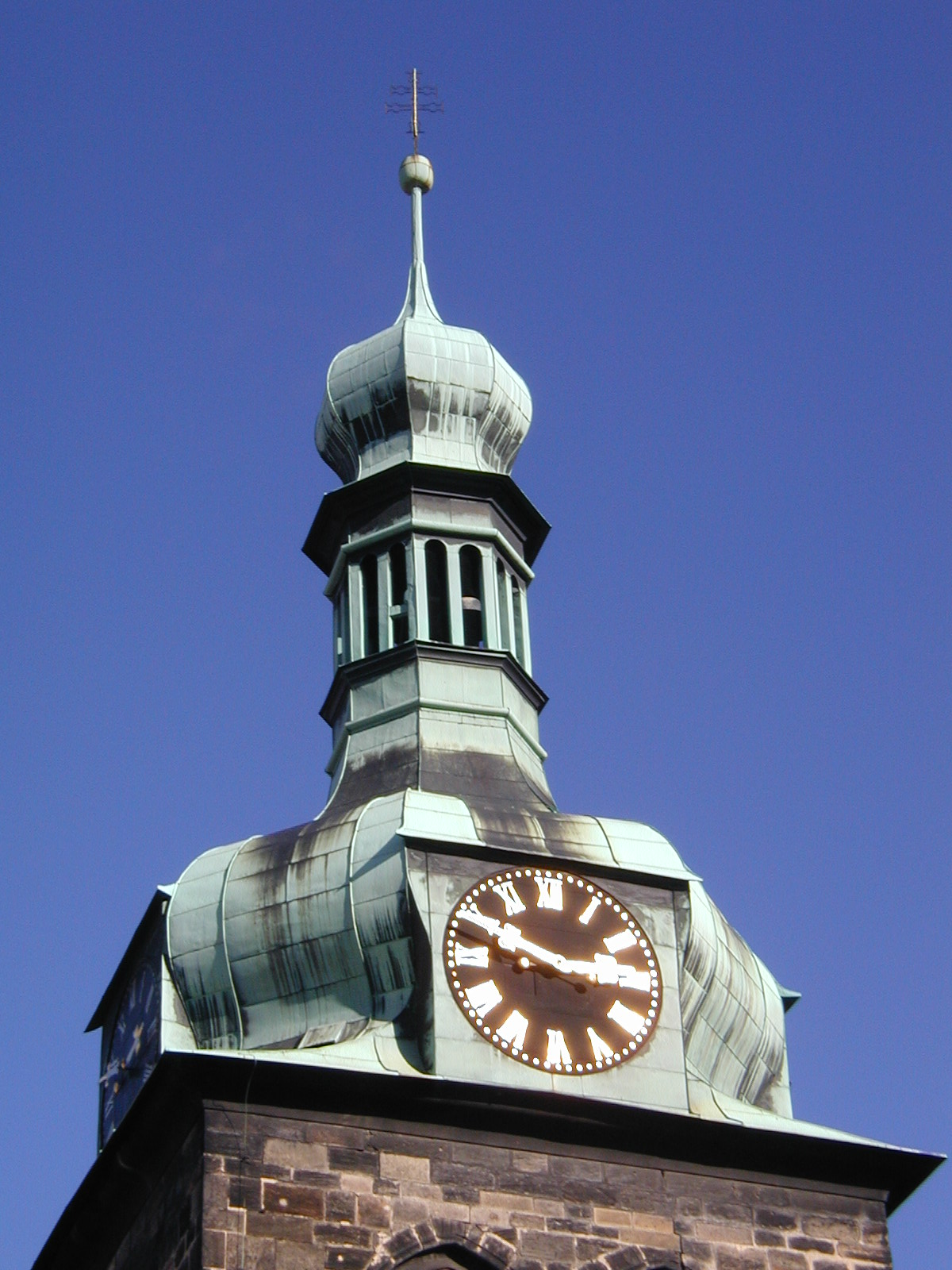
Barokní střecha zvonice

V roce 1414 za doby husitství zde křižovnický farář Mikuláš zavedl unikátní způsob svatého přijímání, když kromě normálního katolického přijímání u hlavního oltáře probíhalo i přijímání pod obojí u bočních oltářů. V roce 1419, po bitce na posvícení, husité vyhnali křižovníky z kostela a farář Mikuláš jen těsně unikl ukamenování. Samotný kostel zničen nebyl – zřejmě kvůli předchozímu přijímaní pod obojí. Roku 1436 se vrátili křižovníci, Jiří z Poděbrad pak dosadil opět kališnické kněze.
V druhé polovině 15. století, v době jagellonské gotiky, probíhala další přestavba. Byla stržena jižní románská loď (dva sloupy zůstaly zachovány dodnes) a začínala být nahrazována novou, dvakrát širší gotickou lodí. Zgotizovány byly také obě věže – zvýšeny a místo stávajících románských okýnek byla proražena nová velká gotická. Změny se dotkly i vstupních portálů – západní byl přestavěn a vznikl i nový jižní. Vznikla také kaple mezi severní románskou věží a severní lodí (dnes využívána jako zpovědnice). Střechy byly přikryty břidlicí. Kostel tak získal novou tvář, stavebníkem byl, dle Starých letopisů českých, Jan z Opočna, mistr Učení pražského. Přestavba skončila kolem roku 1500. Roku 1544 byla kostelu darována nápisem datovaná cínová křtitelnice, dodnes dochovaná. Roku 1598 byla ke kostelu přistavěna gotická zvonice (Petrská věž).
V letech 1561–1694 i později byli pražští arcibiskupové automaticky velmistry řádu křižovníků titul, v té době se pro křižovnický dvůr vžil název Biskupský dvůr, který dodnes nese ulice jižně od kostela, obdobně na tuto historii odkazuje i název ulice Biskupská, která vede po západní straně.

### Třicetiletá válka a další katastrofy
Po bitvě na Bílé hoře byl z kostela vypovězen poslední nekatolický kněz, luterán Štěpán, a o kostel se starala novoměstská rada. V roce 1628 byl kostel navrácen křižovníkům. V dalším průběhu třicetileté války v roce 1632 město krátce kontrolovali Sasové a farářem se dočasně stal opět Štěpán. V roce 1648 byl kostel při obléhání Švédy pobořen. Za statečnou obranu Prahy král Ferdinand III. Habsburský kostel vzal křižovníkům a vrátil ho novoměstské radě.
V roce 1653 kostel postihl rozsáhlý požár. Nákladem novoměstské rady byl kostel opraven a nově vydlážděn. Roku 1666 byla bleskem a následný požárem poničena věž, roku 1680 ohromný požár postihl kostel i okolí. Shořela střecha hlavní lodi a věžiček, kaplička na hřbitově, plná kostnice, fara i zvonice, ve které se roztavily všechny tři zvony. Kostel po požáru chátral, protože novoměstská rada peníze na opravu neměla. Proto roku 1686 uzavřela rada smlouvu s křižovníky, kterým kostel vrací. Začala dlouhá oprava kostela, která byla financována z darů, největší dárce byl císař Leopold I. a z křižovníků notně přispěl i pražský arcibiskup, křižovník Jan Bedřich z Valdštejna. Byla postavena nová střecha. Menší požár v roce 1689 postihl zvonici. Při opravě získává střecha zvonice svou charakteristickou barokní střechu.

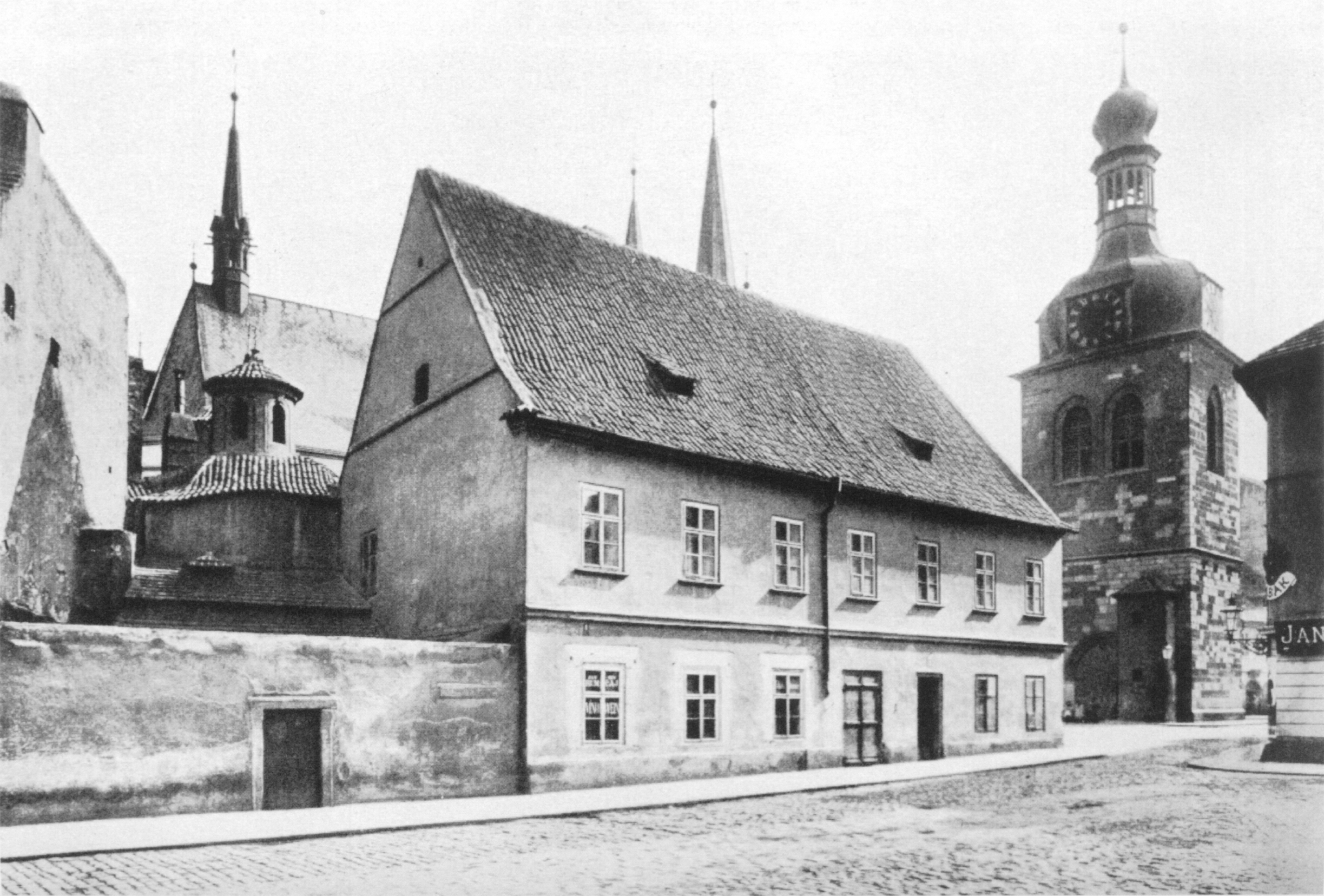
Na fotografii z roku 1890 kostnice a škola, které byly zbořeny v roce 1894, nedlouho po ukončení rekonstrukce kostela

Roku 1700 byly instalovány nové lavice (dar, zachovány dodnes). 8. února roku 1702 strahovský opat a světící biskup Vít Seipel vysvětil obnovený hlavní oltář sv. Petra, kam byl později dodán obraz Spasitele od Václava Vavřince Reinera. O rok později byly opraveny popraskané klenby, které hrozily zřícením už od požáru v roce 1680. Tou dobou bylo v kostele už 7 oltářů – hlavní sv. Petra, sv. Karla Boromejského, sv. Jana Nepomuckého, sv. Anny, sv. Barbory, oltář ran Kristových a Dušičkový oltář. Do poloviny 18. století přibyly ještě další oltáře – obnovený sv. Marie Magdalény, sv. Lazara, sv. Floriana s obrazem od Jana Petra Molitora a další dva „soukromé“ oltáře. Dohromady 12 oltářů. Roku 1725 byl opět vylepšen i hlavní oltář sv. Petra řezbami andělů z dílny Matyáše Bernarda Brauna. V kostele byly na různých místech náhrobní kameny donátorů, historik Jaroslav Schaller jich v roce 1797 popsal jedenáct, v roce 1940 se v kostele nacházela deska urozeného pana Jana Severina z Briffeldu.
Roku 1757 kostel poškodili Prusové. Spolu s opravou poškozených částí se uskutečnila i částečná barokizace interiéru. Přestavěna byla kruchta a celý prostor mezivěží. Kostel byl vydlážděn mramorem a stěny získaly barokní omítky. Tyto úpravy proběhly v letech 1760–61.

### Regotizace a reromanizace
V letech 1874–1879 byl nákladem novoměstské rady kostel zcela přestavěn a opraven architektem Josefem Mockerem, který jej puristicky reromanizoval a regotizoval. Nejdříve byla odstraněna barokní omítka a kostel byl obnažen až na kameny. Přistoupilo se i k bourání – zbořen byl barokní štít hlavní lodi včetně portálu, stejný osud postihl i pět opěráků. Ty byly znovu postaveny, objevil se i nový sokl a také nové pseudogotické portály na jižní, severní a západní straně. Nový hlavní portál byl vyzdoben novogotickým tympanonem Krista a sv. Petra od Ludvíka Šimka, také znakem českým a pražským. Byla zvýšena koruna zdiva jižní a severní lodi, a také sakristie a severozápadní kaple. Kostel také dostal zbrusu nové střechy, na severní straně přibyl komín s novodobou plastikou. Velké změny se dotkly i oken, některá byla zazděna, jiná proražena a další (zvláště barokní) přestavěna. V interiéru zmizely barokní a renesanční omítky, výplně oken byly nahrazeny novými od firmy Neuhauser. Objevily se také nové lavice (ne všechny) a zpovědnice. Velká změna postihla oltáře, z původních 12 oltářů jich tedy zbylo jen šest. Barokní balustráda kruchty zůstala překvapivě zachována, ale do jejího středu byl alespoň usazen znak Nového Města pražského. Celá časově i finančně náročná rekonstrukce a přestavba byla dokončena roku 1885.

### 20. století
Při opravě kostela v letech 1913–1914 začal důkladný archeologický a stavebně historický a průzkum. Byly objeveny hlavně základy románské baziliky, také další románské a gotické prvky. Po tomto průzkumu následovala nová oprava interiéru a restaurování oltářních obrazů v letech 1929–1936. Ta přinesla do kostela další novogotické a novorománské prvky. Tentokrát ale už jen na místa, kde prokazatelně v minulosti byly. Po roce 1948 byl kostel opět křižovníkům zkonfiskován, vrácen byl po roce 1989. Další generální oprava se uskutečnila v letech 1989–1991. Po povodních v roce 2002 se v části kostela propadla dlažba.

## Zvonice (Petrská věž)

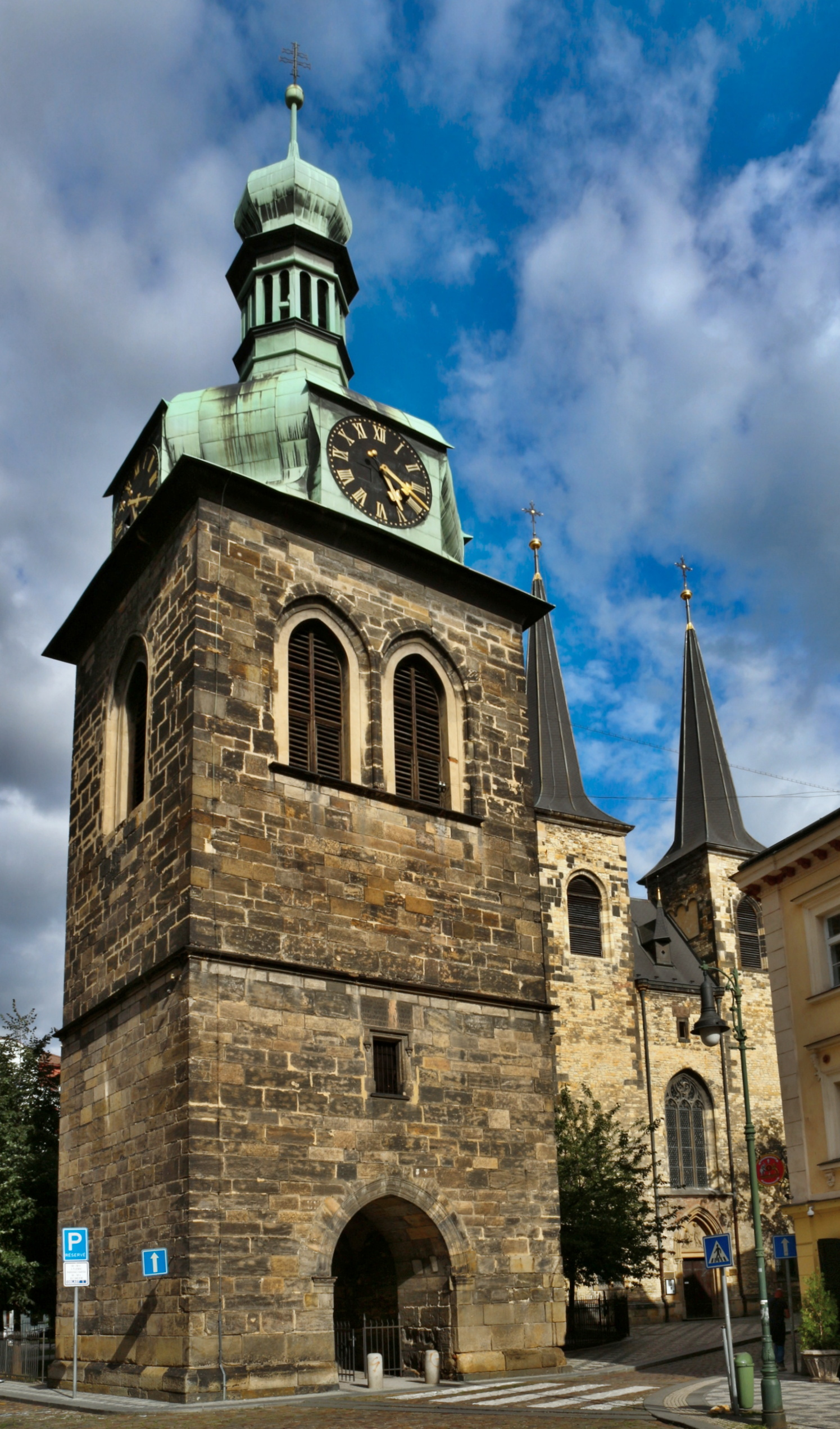
Gotická zvonice kostela

Roku 1598 byla u kostela postavena pozdně gotická zvonice, jejíž báň je, po opravách, pozdně barokní. Nad malým renesančním okénkem je latinský nápis, jenž v překladu zní: Měšťané farnosti sv. Petra na Poříčí nákladem veřejným i soukromým tuto věž vděčnému potomstvu vystavěti dali v roce 1598.
Zvonice byla v roce 1648 poškozena švédskými vojsky, v roce 1680 velký požár roztavil všechny tři zvony a rovněž další požár v roce 1689 zvonici poškodil. Křižovníci, poté co se přestěhovali k Juditinu mostu v roce 1235 do svého nového působiště, si nad poříčskými ponechali patronát. Městská rada jim v roce 1683 poškozený kostel vrátila. Ve věži samostatně stojící zvonice jsou:
- Zvon Petr je z roku 1691. Vyrobil jej zvonař Zachariáš Dietrich. Nese znak světce, znak Nového Města pražského i jména tehdejších konšelů.
- Zvon Pavel je z roku 1724 od téhož zvonaře, nese znak světce i městský znak.

- Zvon Jan Křtitel, který zhotovil v roce 1733 Karel Bellmann, byl za války roztaven.
- Nejvýše je nejmenší umíráček.[8]

Věžní hodiny jsou datovány rokem 1717 a mají dva cymbály. Ve zvonici pomáhal zvonit i neposedný chlapec Karel Hynek Mácha, který se zranil při pádu z trámu. Jizvy na tváři později, v dospělém věku, skrýval pod hustým plnovousem.

## Fara usv. Petra vPraze

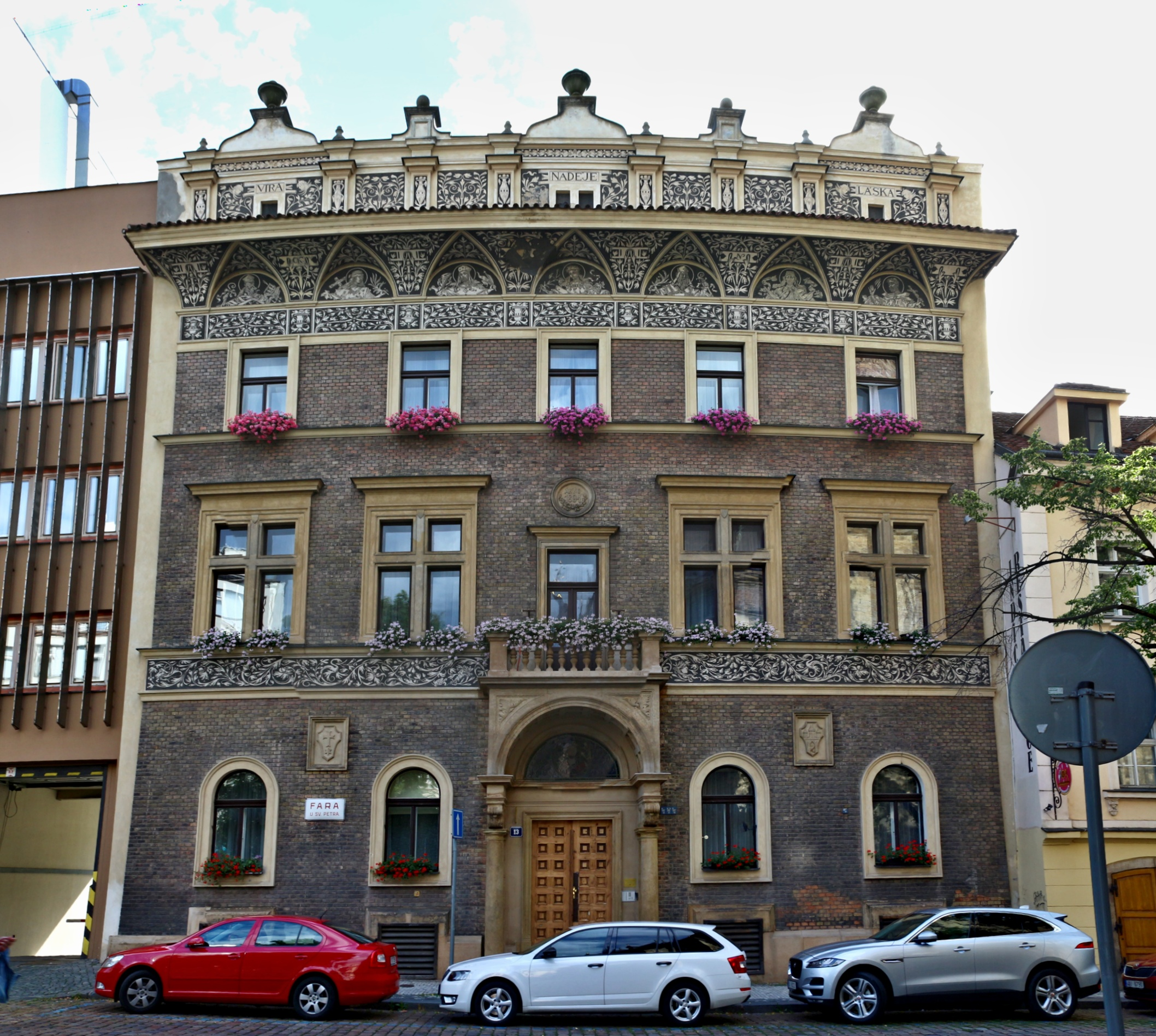
Novorenesanční budova fary u sv. Petra

Ke kostelu náleží novorenesanční budova fary čp. 1137 na Novém Městě v Praze 1 v Biskupské ulici 13.Fara byla postavena v roce 1893 podle projektu stavebního úřadu, který vypracoval stavitel Konstantin Mráček. Fasádu navrhl významný český architekt 19. století Antonín Wiehl. Autorem návrhů sgrafit na fasádě je Celda Klouček a podle jeho návrhu je provedl Láďa Novák. Dům je zapsán v Ústředním seznamu kulturních památek Fasáda fary je ukončená lunetovou římsou, jejíž lunety zdobené sgrafity jsou odvozeny od Schwarzenberského paláce. V režném zdivu fasády je sgrafitová omítka, prvky architektury z pískovce a v prvním patře medailon s letopočtem 1894. V přízemí jsou jako ozdobný prvek použity štíty se znaky Nového Města a Rytířského řádu křižovníků s červenou hvězdou. Znak křižovníků připomíná, že "Nyní jest farářem farářem po Fr. Štolovském Josef Christ, kněz řádu Křižovníků s červenou hvězdou. Novou faru v Biskup. ul. č. 13 vystavěl arch. Ant. Wiehl; průčelí má výzdobu od C. Kloučka."